# Плагино, Александру
Александру Плагино (рум. Alexandru Plagino; 21 августа 1821, Мунтения, Австрийская империя — 4 октября 1894, Думбрэвени, Королевство Румыния) — румынский политический и государственный деятель, юрист, дипломат. Председатель Сената Румынии (1869—1871).

## Биография
Валашского происхождения. Родился в боярской семье. Внук по матери Александра Мурузи.
В 1850—1851 годах был префектом бухарестской полиции, в 1852 году стал великим логофетом. С 1854 по 1856 год занимал пост государственного секретаря. После объединения Дунайских княжеств с июля 1861 по январь 1862 года работал министром финансов в правительстве Валахии Димитрие Гики.
В 1866 году входил в состав румынского учредительного собрания. Избирался сенатором Румынии, был депутатом (1871). Занимал пост председателя Сената с сентября 1869 года по март 1871 года.
Во время Войны за независимость Румынии (1877—1878) с апреля по июль 1877 года занимал должность верховного комиссара генерального штаба Российской императорской армии. Был отправлен в Мадрид и Лиссабон, чтобы уведомить королевские дворы о независимости Румынии.
Дипломат. Служил послом в Италии (1885—1891), Великобритании (1891—1893).